# Ustrój polityczny Republiki Środkowoafrykańskiej

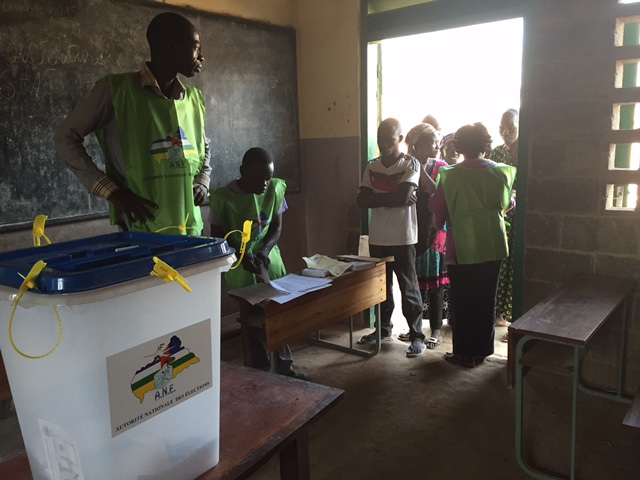
W dzielnicy Combattant w Bangi głosowanie rozpoczęło się z 15-minutowym opóźnieniem, ale biorąc pod uwagę, że jest to jedno z głównych centrów wyborczych w mieście, uczestniczy w nim bardzo mało osób.

Konstytucja mówi, że Republika Środkowoafrykańska jest republiką parlamentarną. Prezydent wybierany jest w wyborach powszechnych na sześcioletnią kadencję z prawem jednej reelekcji.
Władzę wykonawczą sprawuje prezydent z rządem na czele którego stoi premier powoływany przez prezydenta.
Władzę ustawodawczą wykonuje jednoizbowy parlament. Zgromadzenie Narodowe, liczy 109 deputowanych, wyłanianych w wyborach powszechnych na 5-letnią kadencję.
Kraj podzielony jest na 14 prefektur, 2 prefektury ekonomiczne i okręg wydzielony Bangi.